# Juan Carlos Wasmosy
Juan Carlos Wasmosy Monti (Asunción, 1938. december 15. –) Paraguay első szabadon választott civil elnöke, a magyar származású Vámosy család leszármazottja.

## Élete
A mérnök végzettségű Juan Carlos Wasmosy, az országot korábban is irányító Colorado párt tagjaként nyerte meg az elnökválasztást, és 1993. augusztus 15. és 1998. augusztus 15. között Paraguay első szabadon választott civil elnöke volt.
Sokat tett elnöksége alatt a magyar-paraguayi kétoldalú kapcsolatok javítására és 1995-ben Budapestre, Esztergomba, illetve ősei szülővárosába, Debrecenbe látogatott, melyet Göncz Árpád paraguayi viszontlátogatása követett 1997-ben.
Wasmosyt 2002-ben korrupció miatt négy év börtönre ítélték.